# Per Wästberg

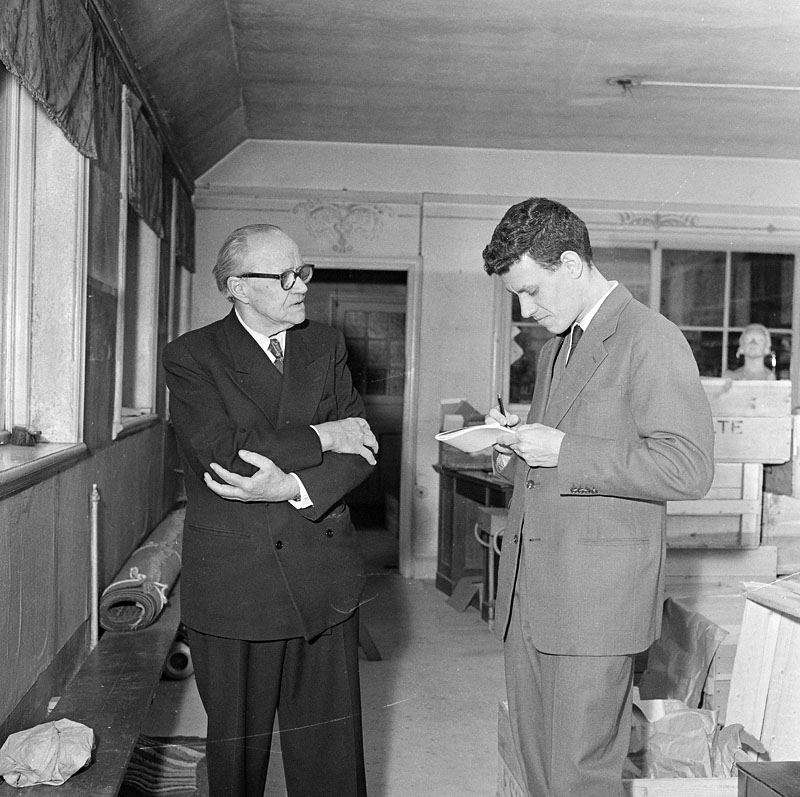
Texas Ljungberg och Per Wästberg, på 1960-talet i kv Ladugårdsgrinden. Fotografiet taget av Lennart af Petersens.

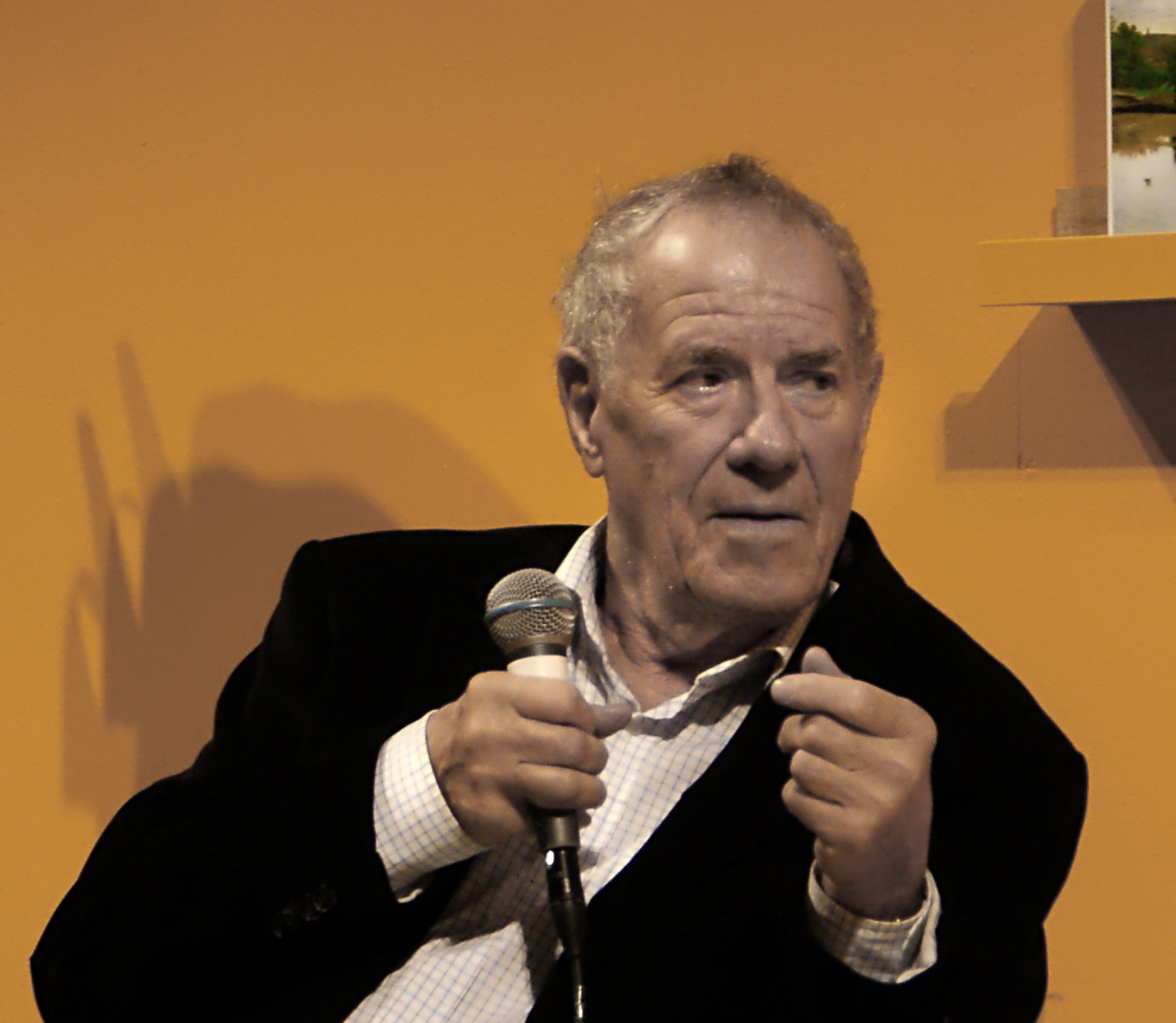
Per Wästberg på Bokmässan 2010.

Per Erik Wästberg, född 20 november 1933 i Stockholm, är en svensk författare och litteraturkritiker. Han var medarbetare i Dagens Nyheter från 1953 och chefredaktör och tillika kulturredaktör 1976–1982. Han är ledamot av Svenska Akademien sedan 1997.

## Biografi
Wästberg debuterade som författare 1949, 15 år gammal, med novellsamlingen Pojke med såpbubblor, och var därmed den yngste utgivne författaren någonsin i Sverige. Han markerade en påtaglig generationsväxling i den svenska skönlitteraturen, som dessförinnan varit typiskt ångestladdad och skildrat existentiella frågor. Wästbergs författarskap var i stället ungt, konkret och livsbejakande. 
Efter studenten 1952 studerade Wästberg i USA och blev 1955 B.A. vid Harvard University. Året därpå blev han fil. kand. i Sverige och 1962 fil.lic vid Uppsala universitet. Tillsammans med Hans Göran Franck grundade han den svenska avdelningen av Amnesty 1964. Wästberg var ordförande i svenska PEN 1967–1978 och sedan av den internationella moderorganisationen av PEN 1979–1986 och 1989–1990. I augusti 2022 lämnade Wästberg Amnesty i protest efter att organisationen skuldbelagt Ukraina i en rapport om den ryska invasionen av Ukraina. Wästberg var från 1953 kulturskribent vid Dagens Nyheter, där han 1976–1982 var chefredaktör och kulturchef. Han har också varit verksam i Stockholms skönhetsråd under perioderna 1967–1975, varav 1972–1975 som vice ordförande, och 1983–1998. Vidare har Wästberg suttit i Stockholms stads konstnärsnämnd åren 1970–1975 och 1984–1986, Samfundet S:t Erik 1981–1999 och Uppsala universitets konsistorium 1991–1994. Därtill har han varit juryordförande för Pilotpriset 1985–1996 och sedan 1997 detsamma för Tranströmerpriset. Dessutom har han varit ordförande för Stiftelsen Övralid och haft en mängd styrelseuppdrag för bland annat Nordiska Afrikainstitutet, Dagens Nyheter och Dramaten. Sedan 1995 är han filosofie hedersdoktor vid Stockholms universitet.
Wästberg kom så småningom att representera den grupp författare i Sverige som engagerade sig i tredje världen och vinnlade sig om ett globalt perspektiv, vilket sammanföll med Dag Hammarskjölds framgångar i FN och tv-revolutionen. En resa företagen som stipendiat till Afrika under 1960-talet blev en vändpunkt, både litterärt och politiskt, varefter han i romaner och som journalist skrev om kontinenten och uppbrottet från kolonialismen där. Med sina reportage om apartheid, bland annat i Sydafrika, deltog han i den svenska opinionsbildningen mot detta system. I detta sammanhang brukar han föras till samma grupp opinionsbildare som Jan Myrdal och Sara Lidman. Bland hans apartheidkritiska böcker märks reportageböckerna Förbjudet område (1960) och På svarta listan (1960). Han gav på 1960-talet även ut en antologi med afrikansk litteratur, Afrika berättar.
Wästberg är en av de så kallade Stockholmsskildrarna. Till skillnad från Per Anders Fogelströms romaner, som räknas till proletärlitteraturen, utspelas Wästbergs romaner i den övre medelklassen. Bland hans Stockholmsromaner märks Halva kungariket (1955) och den så kallade Luftburen-trilogin: Vattenslottet (1968), Luftburen (1969) och Jordmånen (1972). Luftburen är en svensk långfilm från 1973 i regi av Bengt Forslund. Den är baserad på romanerna Vattenslottet och Luftburen.
Åren 1986–1993 kom en kvartett romaner om ”kärlekens olika ansikten”, med kabinettssekreteraren Johan Fredrik Victorin som huvudgestalt i Stockholm, Kamerun, Europa, med hans släkting Wilhelm Knutson hundra år tidigare som parallellt öde att utforska och dokumentera samt med de olika elementen som poetiskt tema: Eldens skugga (1986), Bergets källa (1987), Ljusets hjärta (1991) och Vindens låga (1993).
Per Wästberg invaldes i Svenska Akademien den 17 april 1997 och inträdde den 20 december samma år. Han efterträdde då Werner Aspenström på stol nummer 12. Under många år var Wästberg även ordförande för Svenska Akademiens Nobelkommitté.
Tillsammans med författaren Anita Theorell och fotografen Hans Hammarskiöld tilldelades han Augustpriset 2001 i kategorin bästa svenska fackbok för Minnets stigar, en bok om svenska kyrkogårdar. År 2006 började Wästberg ge ut sina memoarer. Under 2010-talet var han en flitig kolumnist i Svenska Dagbladet.

## Familj
Per Wästberg är son till redaktör Erik Wästberg och direktör Greta Wästberg, född i släkten Hirsch, samt bror till Olle Wästberg; han är vidare dotterson till Erik Hirsch. Wästberg var gift första gången 1955–1974 med Anna-Lena Wästberg, född Eldh, andra gången 1992–2005 med Anita Theorell, född Pettersson. Han är från 2007 gift med Sofia Augustdotter Wästberg. Under många år sammanlevde han med Margareta Ekström och fick med henne dottern Johanna Ekström (1970–2022) och sonen Jakob Wästberg.

## Filmer

### Luftburen
- Luftburen, är en långfilm från 1973 i regi av Bengt Forsberg. Filmen är baserad på romanerna Vattenslottet (1968) och Luftburen (1969) med manus av Bengt Forsberg, Margareta Ekström och Per Wästberg. Huvudrollerna gjordes av Margaretha Byström som Gertrud, Olof Lundström som Jan Backman och Solveig Ternström i rollen som Jenny Jeger. Filmen var barntillåten och hade urpremiär den 29 januari 1973 på biograf Spegeln i Stockholm.[8]

### En kluven stad
- En kluven stad, är en dokumentär från 1998 i regi av Anders Wahlgren.  I filmen  medverkade, förutom Per Wästberg, Olof Byström, Ove Hidemark, Ivo Nilsson (musiker och kompositör), Ragnar Zedell (antikhandlare), Jörgen Lantz (skådespelare) samt Stig Larsson (korgmakare) och dennes dotter Erika Larsson. Filmen producerades av Suecia Film AB. Den är 61 minuter lång och hade premiär den 6 mars 1998 på biografen Zita Folkets Bio i Stockholm.[9]

## Priser och utmärkelser
- 1964 – Boklotteriets stipendiat
- 1969 – BMF-plaketten för Luftburen
- 1979 – Bernspriset
- 1986 – Gun och Olof Engqvists stipendium
- 1993 – Övralidspriset
- 1993 – Wahlström & Widstrands litteraturpris
- 1995 – Hedersdoktor vid Stockholms universitet.[3]
- 1995 – Gerard Bonniers pris
- 1997 – De Nios Stora Pris
- 2001 – Augustpriset för Minnets stigar
- 2001 – Samfundet S:t Eriks plakett
- 2005 – Litteris et Artibus
- 2009 – Grand Companion of O.R. Tambo